# حسان القابسی
حسان القابسی (عربی: حسان القابسي؛ زادهٔ ۲۳ فوریهٔ ۱۹۷۴) یک بازیکن فوتبال اهل تونس است.
وی همچنین در تیم ملی فوتبال تونس بازی کرده‌است.